# البلد دي فيها حكومة (فلم)
البلد دي فيها حكومة هو فيلم مصري من إنتاج 2008 من تاليف شيرين شعراوى واخراج عبد العزيز حشاد.

## ملخص الاحداث
تدور أحداث هذا الفيلم في إطار بوليسي درامي ويتناول الفيلم مظاهر الفساد في جهاز الشرطة الذي يقوم بكشفها ضابط شرطة شاب عقب إلقائه القبض على أحد أكبر تجار المخدرات ليكتشف أن كثيرا من رؤسائه متورطون في القضية كما يكتشف أن رئيسه المباشر شخصيا متورط في عمليات غسيل أموال واسعة لصالح تجار مخدرات. والفيلم يؤكد أن الفساد موجود في كل القطاعات لكن هذا لا يعني تركه أو التغاضي عن الفاسدين وإنما يلزم مواجهته وكشف القائمين عليه مهما كانت النتائج لأنه بدون كشف الفساد فلن يكون هناك أمن ولن يعيش الشعب حياة مستقرة، وتتوالى الأحداث.

## الشخصيات
| - تامر هجرس: أدهم - علا غانم: أميرة - هيدي كرم:د. نور بنت اللواء فوزي - عزت أبو عوف: اللواء فوزي السلحدار - محمد الخلعي: عمر صديق أدهم - نرمين ماهر: شرين زوجة أدهم - خليل مرسي: لواء رشدي - صبري عبد المنعم: العميد زكريا - مصطفي الشامي: الباشا - جون: جون - عمرو عبد اللطيف: الوسيط عزيز | - حمدي حنافي: محامي أميرة - مجدي منير: لواء متكلم - أحمد إمام: نادر - يوسف العسال:محامي الشركة - وائل صلاح: مساعد جيمي - محمود مزيكا: الخادم - رانيا الخواجة: سالي - عبد الله محمود:حرس نور - مجدي بدير: حرس نور - صفوت قطان: ضابط متكلم - أحمد فؤاد: ضابط |

## روابط خارجية
- مقالات تستعمل روابط فنية بلا صلة مع ويكي بيانات